# 少女模特兒

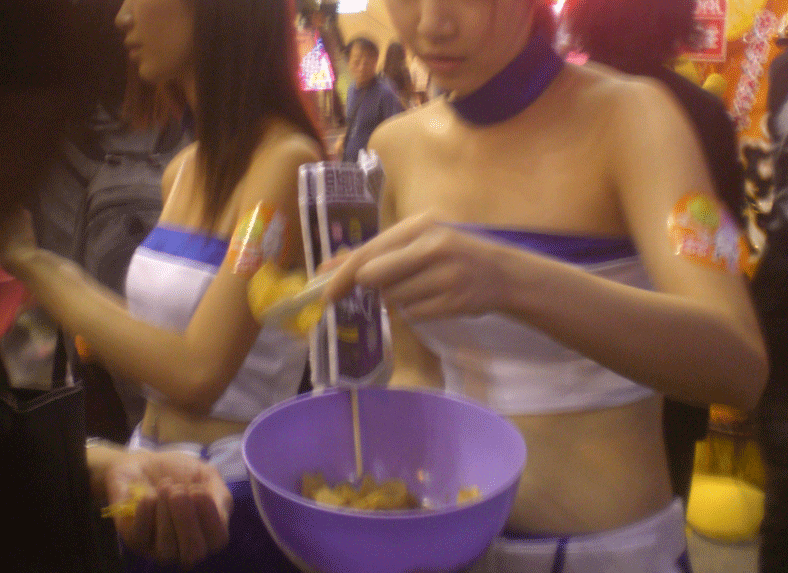
少女模特兒在香港的銅鑼灣出席薯片試食活動。

少女模特兒，在香港俗稱模，粤语正字为僆模，在台灣亦稱為幼模、嫩模、小模或小嫩模，又或美少女模特兒，有報章將少女模特兒翻譯為pseudo model，是後起新秀模特兒，與傳統的時裝模特兒不同，她們未经专业训练， 或不具备职业模特的身体素质。少女模特兒可見於私影、推廣和動漫遊戲展等公開或私人活動。或「僆」是粵語字，表示年輕未成熟之意。少女模特兒的年齡層可以十分寬闊，從10多歲至30多歲也有。
少女模特兒多數會打扮成美少女一般，賣點為青春和性感。他們也常出現於各類大大小小的推廣活動中，這些推廣產品多數以少男少女為銷售對象，如數碼相機、手提電話和電腦用品等；他們也常會出席私影活動和拍攝寫真集。部分少女模特兒甚至提供性服務。在市場學而言，少女模特兒跟正規時裝模特兒作不同的市場分眾。
少女模特兒的職業壽命並不長久，部分少女模特兒會轉型為正規模特兒，或向歌、影、視行業發展。
不過有些模特兒公司，是一式列的，當他們紅到一定程度上時，會捧上她們做歌手或組合，就視乎老闆的身份有幾多重及人脈關係利益輸送，如果老闆是導演或從事其他娛樂事业工作者，這位模特兒就有福。香港並不多，反然韓國較為着跡。

## 社會問題

### 香港
少女模特兒行業由2007年開始在香港大行其道，惹來社會人士憂慮可能扭曲女性形象。2013年5月初，自由黨青年團進行一項關於少女模特兒的問卷調查，訪問了逾1,700名公眾對少女模特兒的觀感。結果顯示，大部分受訪者認為時下的少女模特兒敗壞香港社會風氣，當中約30%受訪者表示「十分認同」此項觀點。近80%受訪者認為少女模特兒在公開活動或者寫真集上的衣着暴露，78%受訪者認為少女模特兒的相片被過度地刊登。
負責調查的自由黨青年團發言人李梓敬表示，公眾認為時下少女模特兒的行為是挑戰傳統道德底線，他憂慮部分少女模特兒以出位及賣弄性感的手法宣傳，影響到其他少女的價值觀，使她們錯誤以為展示自己的身體去賺取金錢並不是什麼大不了的事情。

## 相關影視作品
- 囧探查過界

## 外部連結
- The Pearl Report 明珠檔案，2009年10月11日
- 靚模出寫真 勝在人多勢眾 《文匯報》，2009年6月15日
- Sun特搜：關注組澄清非針對（口靚）模 （页面存档备份，存于） 反思靚模時尚 《太陽報》，2009年7月17日
- 香港書展下月開鑼，封殺靚模抵抗歪風 （页面存档备份，存于） 中國評論新聞，2010年6月24日